# Beatrix Philipp (Leichtathletin)
Beatrix Philipp (* 26. September 1957 in München) ist eine ehemalige deutsche Kugelstoßerin und Fünfkämpferin.
Bei den Halleneuropameisterschaften 1977 in San Sebastián und 1978 in Mailand wurde sie jeweils Sechste.
1978 wurde sie bei den Europameisterschaften in Prag Fünfte im Fünfkampf und Elfte im Kugelstoßen. Bei den Halleneuropameisterschaften 1980 in Sindelfingen gewann sie Bronze im Kugelstoßen.
Ihren einzigen Deutschen Meistertitel errang sie 1979 im Fünfkampf. Viermal wurde sie im Freien (1976, 197, 1979, 1980) und fünfmal in der Halle (1976–1980) Deutsche Vizemeisterin im Kugelstoßen.

## Persönliche Bestleistungen
- Kugelstoßen: 18,49 m, 24. Juni 1978, Augsburg
  - Halle: 18,63 m, 21. Januar 1978, Sindelfingen
- Fünfkampf: 4592 Punkte, 30. Juli 1978, Bernhausen